# 市場前駅
市場前駅（しじょうまええき）は、東京都江東区豊洲六丁目にある、東京臨海新交通臨海線（ゆりかもめ）の駅である。駅番号はU 14。

## 歴史
- 2005年（平成17年）4月28日 - 正式駅名が市場前駅と決定（仮称：豊洲（1）駅）。
- 2006年（平成18年）3月27日 - 開業[1]。

## 駅構造
島式ホーム1面2線の高架駅である。

### のりば
| 番線 | 路線       | 行先     |
| ---- | ---------- | -------- |
| 1    | ゆりかもめ | 豊洲方面 |
| 2    | ゆりかもめ | 新橋方面 |

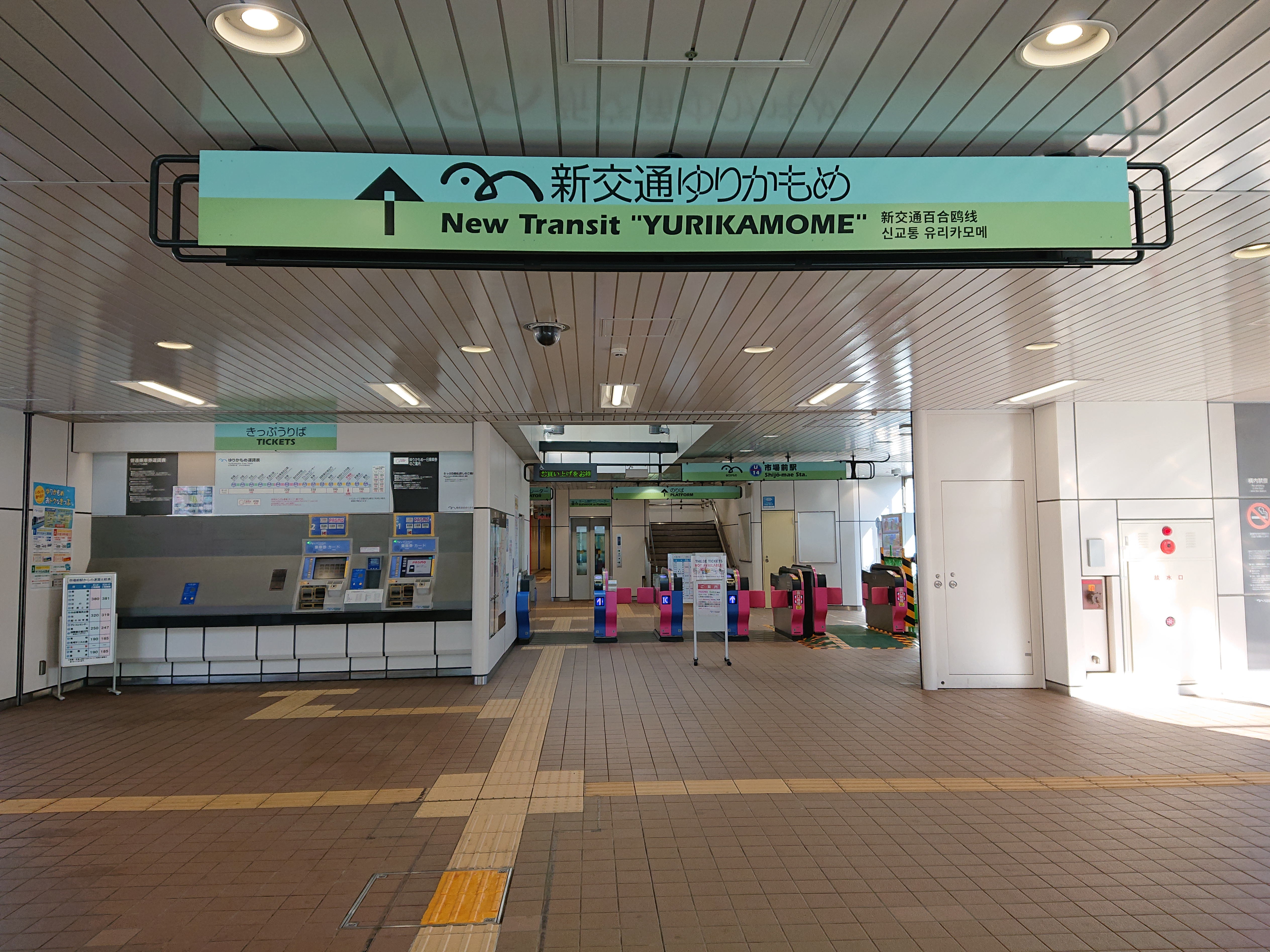
改札口と切符売り場（2019年1月）
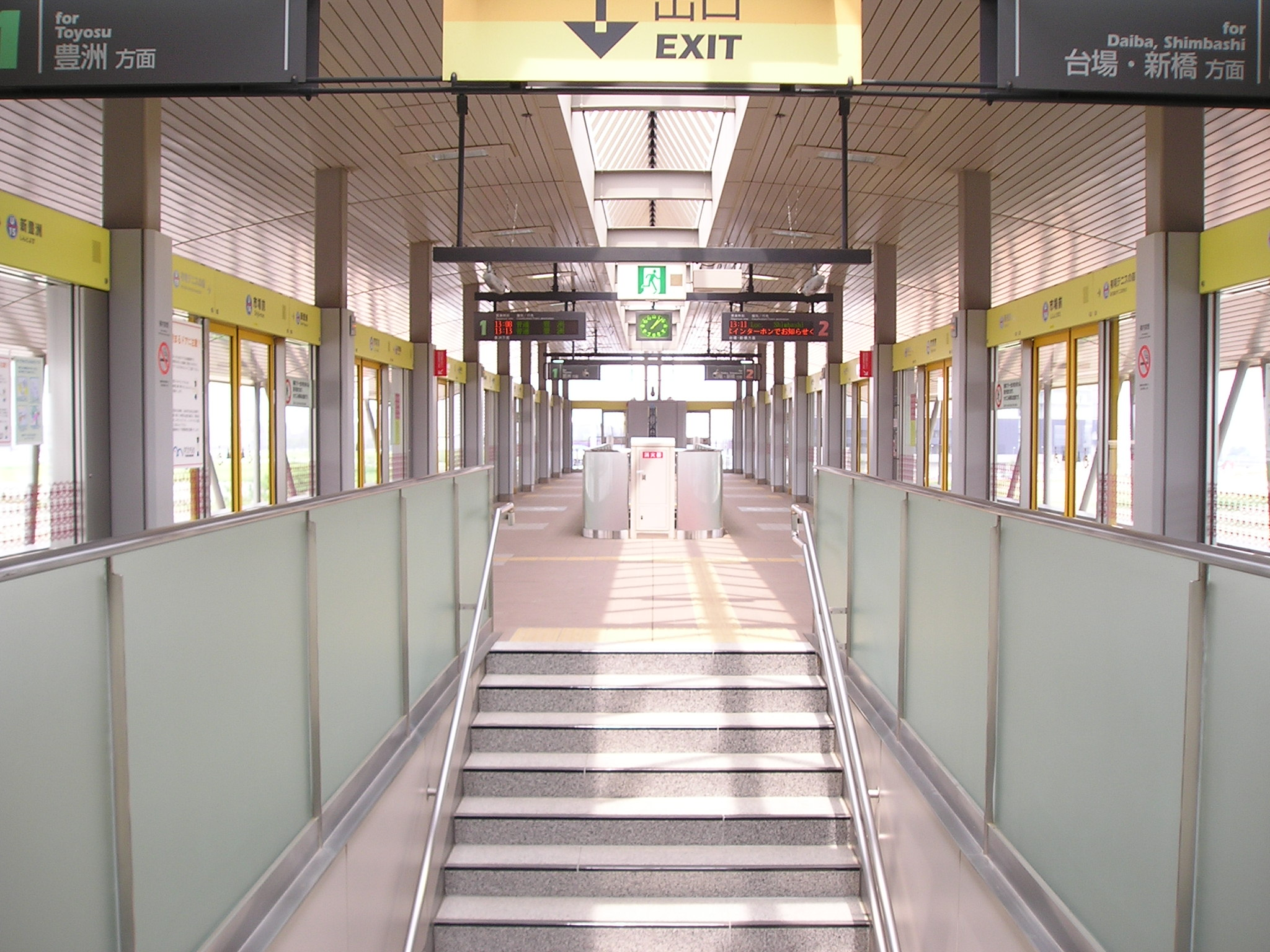
ホーム（2006年7月）

## 利用状況
2022年度までの各年度の利用者数は下表の通り。なお2005年度は2006年3月に開業したため、同月以降年度末までの1ヶ月分を計上したものである。
豊洲市場開場前は駅周辺の施設が極めて少なかったため、2015年度、2017年度以降を除いて、乗車人員は東京23区に所在する旅客駅のなかで最も少なかった。豊洲市場の一般見学が始まった2018年10月13日以降、乗降客も急増した。
2023年度（令和5年度）の1日平均乗降客数は13,998人（乗車人員：7,090人、降車人員：6,908人）だった。
| 年度               | 乗車人員 | 降車人員 | 出典     |
| ------------------ | -------- | -------- | -------- |
| 2005年（平成17年） | 1        | 2        | [ * 1 ]  |
| 2006年（平成18年） | 8        | 8        | [ * 2 ]  |
| 2007年（平成19年） | 9        | 13       | [ * 3 ]  |
| 2008年（平成20年） | 10       | 10       | [ * 4 ]  |
| 2009年（平成21年） | 11       | 11       | [ * 5 ]  |
| 2010年（平成22年） | 9        | 9        | [ * 6 ]  |
| 2011年（平成23年） | 8        | 7        | [ * 7 ]  |
| 2012年（平成24年） | 20       | 19       | [ * 8 ]  |
| 2013年（平成25年） | 27       | 27       | [ * 9 ]  |
| 2014年（平成26年） | 105      | 104      | [ * 10 ] |
| 2015年（平成27年） | 488      | 498      | [ * 11 ] |
| 2016年（平成28年） | 285      | 294      | [ * 12 ] |
| 2017年（平成29年） | 454      | 485      | [ * 13 ] |
| 2018年（平成30年） | 1,473    | 1,394    | [ * 14 ] |
| 2019年（令和元年） | 2,120    | 2,016    | [ * 15 ] |
| 2020年（令和02年） | 1,118    | 1,128    | [ * 16 ] |
| 2021年（令和03年） | 1,322    | 1,328    | [ * 17 ] |

至近の1日平均乗車人員推移は下記の通り。
| 年度               | 乗車人員 | 降車人員 | 出典         |
| ------------------ | -------- | -------- | ------------ |
| 2022年（令和04年） | 5,686    | 5,599    | [ かもめ 2 ] |
| 2023年（令和05年） | 7,090    | 6,908    | [ かもめ 1 ] |

## 駅周辺

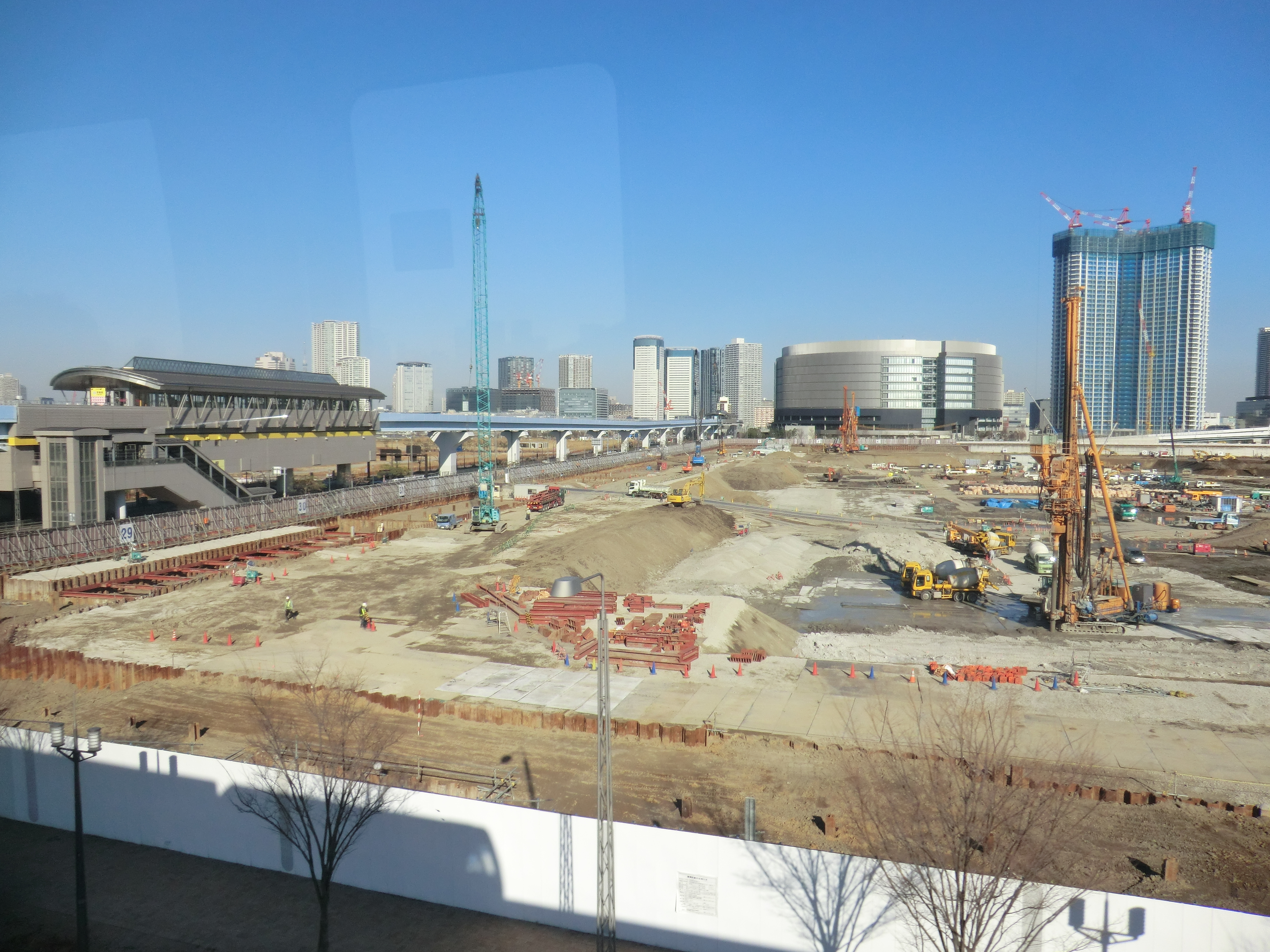
駅と豊洲新市場計画地（建設中）（2013年12月）

- 東京都中央卸売市場豊洲市場 - ペデストリアンデッキにより青果棟・水産仲卸売場棟・水産卸売場棟（管理施設棟経由）の見学通路と接続している。
  - 豊洲 千客万来
- ホテルJALシティ東京 豊洲
- ASICS Sports Complex TOKYO BAY
- ミチノテラス豊洲（メブクス豊洲・ラビスタ東京ベイ）
- 城北信用金庫豊洲支店
- みずほ銀行東京中央市場内特別出張所
- 豊洲市場郵便局
- 新豊洲さくら広場
  - CREVIA BASE Tokyo - 伊藤忠都市開発などが運営するイベント会場。
  - CITABRIA FOOD LAB・CITABRIA BAYPARK Grill & Bar - 豊洲のベイサイドビューが楽しめる屋外型レストラン。
  - 豊洲ぐるり公園
  - ララシャンスガーデン東京ベイ - 豊洲ぐるり公園内にある結婚式場。
  - マギーズ東京 - イギリスで生まれたがん患者とその家族のための精神的サポートを提供する施設。
  - My Village - 幼児から大人までが様々な英語プログラムを楽しむことができる新感覚の国際村。
  - 東京ガス豊洲スマートエネルギーセンター
  - キラナガーデン豊洲
  - 豊洲ぐるり公園手ぶらBBQ広場
  - THE BBQ BEACH in TOYOSU
  - ララシャンスガーデン東京ベイ（La La Chance Garden Tokyo Bay）
- 富士見橋
- 豊洲大橋
- 月島警察署 - 豊洲大橋経由
- HARUMI FLAG - 豊洲大橋経由

豊洲市場開設を見越して設置されたものの、2018年10月11日の豊洲市場開場までは「市場前」とは名ばかりだった。ゆりかもめ開業からIHIステージアラウンド東京が開場するまでの約12年間にわたり、駅周辺に主立った施設がなく、道路も2014年の富士見橋開通までは当駅付近で屈曲するのみだった。豊洲市場開場前は同施設の建設工事に係る作業員が主な利用者で、極めて少なかった。
かつて近隣にあったガスの科学館は、ゆりかもめ開業直前の2006年（平成18年）3月24日に閉館した（跡地は現在の豊洲市場水産仲卸売場棟）。同年6月2日に「がすてなーに ガスの科学館」として豊洲駅近くに移転し再開業した。
閑散とした駅周辺や乗降客の少なさから、一部マスメディアやインターネット上で「都会の秘境駅」と言われたこともあった。ただし、ゆりかもめ高架下を含めた周辺道路は交通量が多く、マンションや店舗・商業施設が林立する豊洲・有明地区に近接している。
豊洲市場開場後の2018年11月4日には、駅西側の晴海運河に架かる豊洲大橋（都道484号環二通り）が開通し、対岸の晴海地区と結ばれた。

## バス路線
最寄りの停留所は、道路上にある市場前駅前・豊洲市場前と、ミチノテラス豊洲内のバスターミナルにあるミチノテラス豊洲（豊洲市場前）である。
市場前駅前
- 都営バス
  - 市01：豊洲市場行 / 新橋駅前行
  - 市01急行：豊洲市場行（市場開場日の朝のみ運行）
  - 陽12-2：豊洲市場行 / 東陽町駅前行
  - 陽12-3：東京テレポート駅前行 / 東陽町駅前行（土休日のみ運行）
  - 急行06（江東区深川シャトル）：日本科学未来館行 / 森下駅前行（土休日のみ運行）

※市01および陽12-2の豊洲市場行は市場開場日のみ運行。それ以外は全て市場前駅前折り返しとなる。
豊洲市場前
- 東京BRT（ナンバリング：B03）
  - 幹線ルート(BRT 1)：国際展示場行・東京テレポート行（土休日のみ運行） / 新橋行・HARUMI FLAG（晴海五丁目ターミナル）行・虎ノ門ヒルズ行（平日朝のみ運行）

ミチノテラス豊洲（豊洲市場前）
- 東京BRT（ナンバリング：B03）
  - 晴海・豊洲ルート(BRT 3)：新橋行・虎ノ門ヒルズ行
- 京成バス千葉イースト
  - 成田空港行
  - 羽田空港行

このほかにメブクス豊洲の豊洲駅シャトルバス（京成バスの貸切運行）が発着するが、一般利用はできない（メブクスのセキュリティカードの提示が必要）。

## 隣の駅
ゆりかもめ
 東京臨海新交通臨海線
有明テニスの森駅 (U 13) - 市場前駅 (U 14) - 新豊洲駅 (U 15)